# 张又新
張又新（？—？），字孔昭，深州陸澤（今天河北深縣）人，唐朝政治人物。

## 生平
張又新性格陰沉，人品低下。早年舉博學鴻詞科第一。元和九年（814年）状元，三元及第，时号“张三头”。歷官左右補闕，依附李逢吉，成為“八关十六子”之目，推薦为司馬。李逢吉垮台後，貶江州（今江西九江）刺史。依附李訓，迁刑部郎中。李訓死後，又貶申州刺史。

## 家族
曾祖张鷟，人稱“青钱学士”。父張薦，官至工部侍郎。

## 轶事
张又新好美人，誓娶靚妻，曾说：“我少年有美名，志不在任官，惟得美妻，平生足矣。”又有詩“牡丹一朵值千金，将谓从来色最深。”娶杨虔州之女。嗜飲茶，常品嚐各地名泉，著有《煎茶水记》一卷。

## 延伸阅读
[在维基数据编辑]
 在维基文库阅读此作者作品
 《新唐書/卷175》，出自《新唐書》